# Arnhem
Arnhem là một đô thị thuộc tỉnh Gelderland, Hà Lan. Đô thị này nằm ở phía đông của Hà Lan. Đây là tỉnh lỵ tỉnh Geldeland và tọa lạc gần sông Nederrijn cũng như gần St. Jansbeek. Đô thị này có diện tích km², dân số là 146.095 người (thời điểm 30/6/2009). Đô thị này là một phần của vùng đô thị Arnhem-Nijmegen với dân số 728.500 người.

## Lịch sử

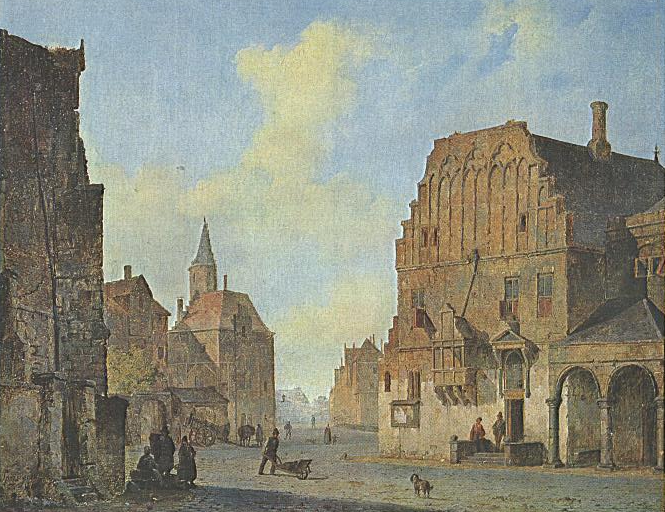
Tòa thị chánh cũ

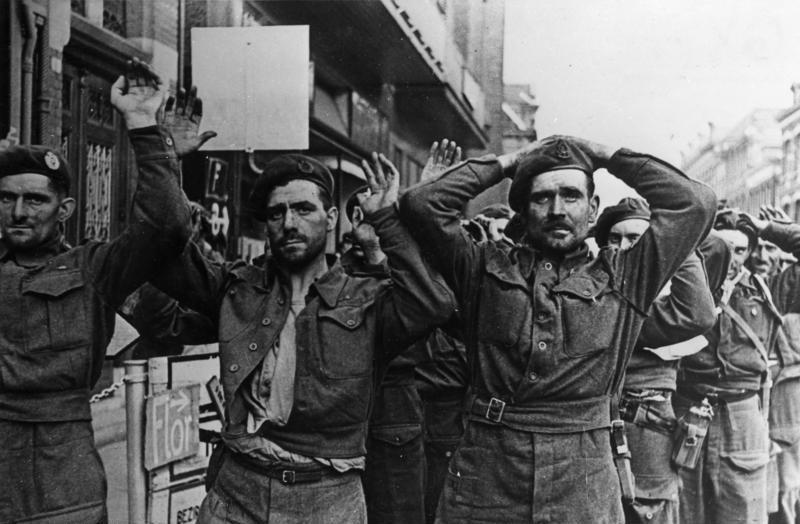
Trận Arnhem

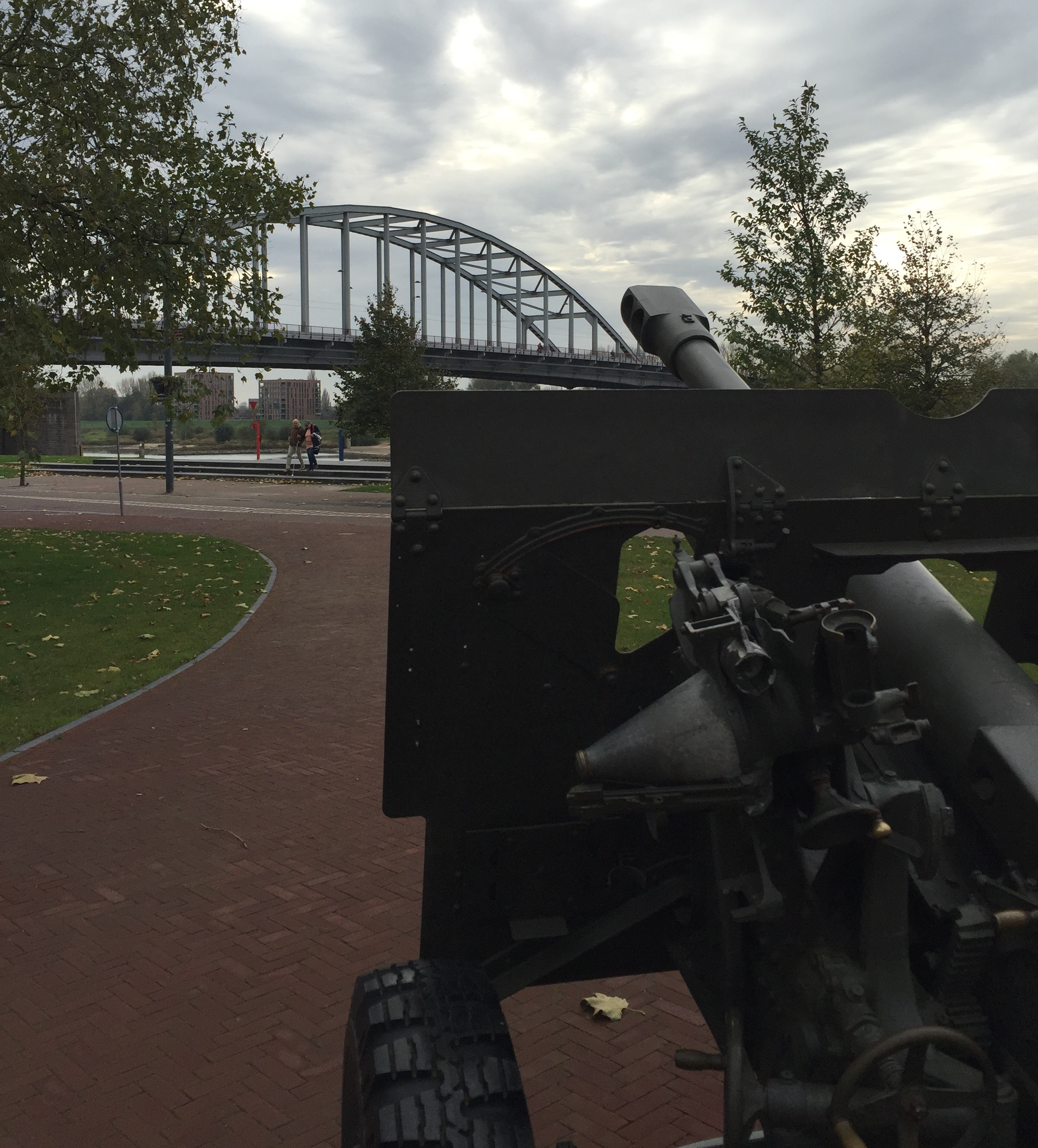
Cầu John Frost, nhìn từ đài tưởng niệm Không kỵ

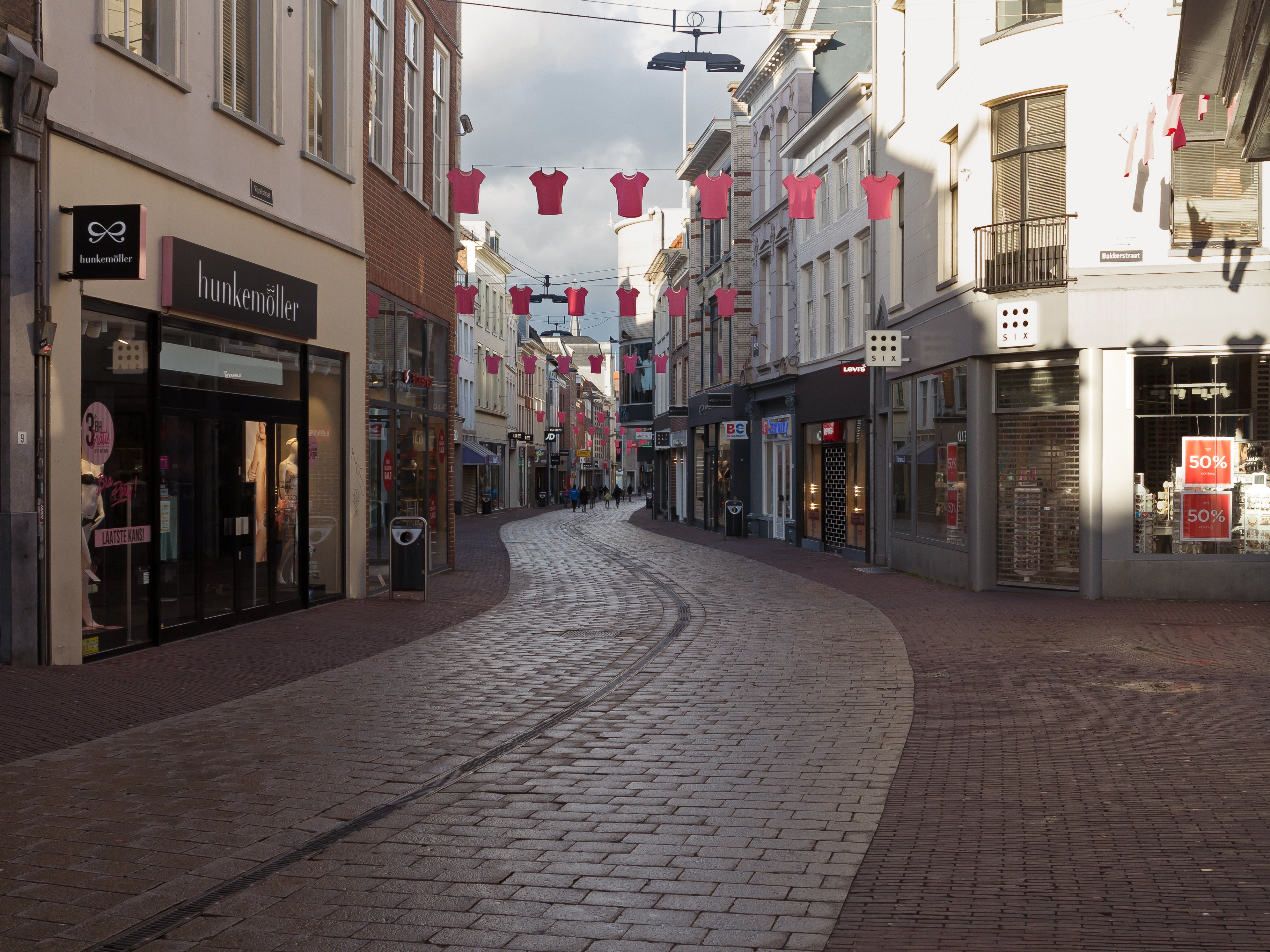
Trung tâm thành phố Arnhem

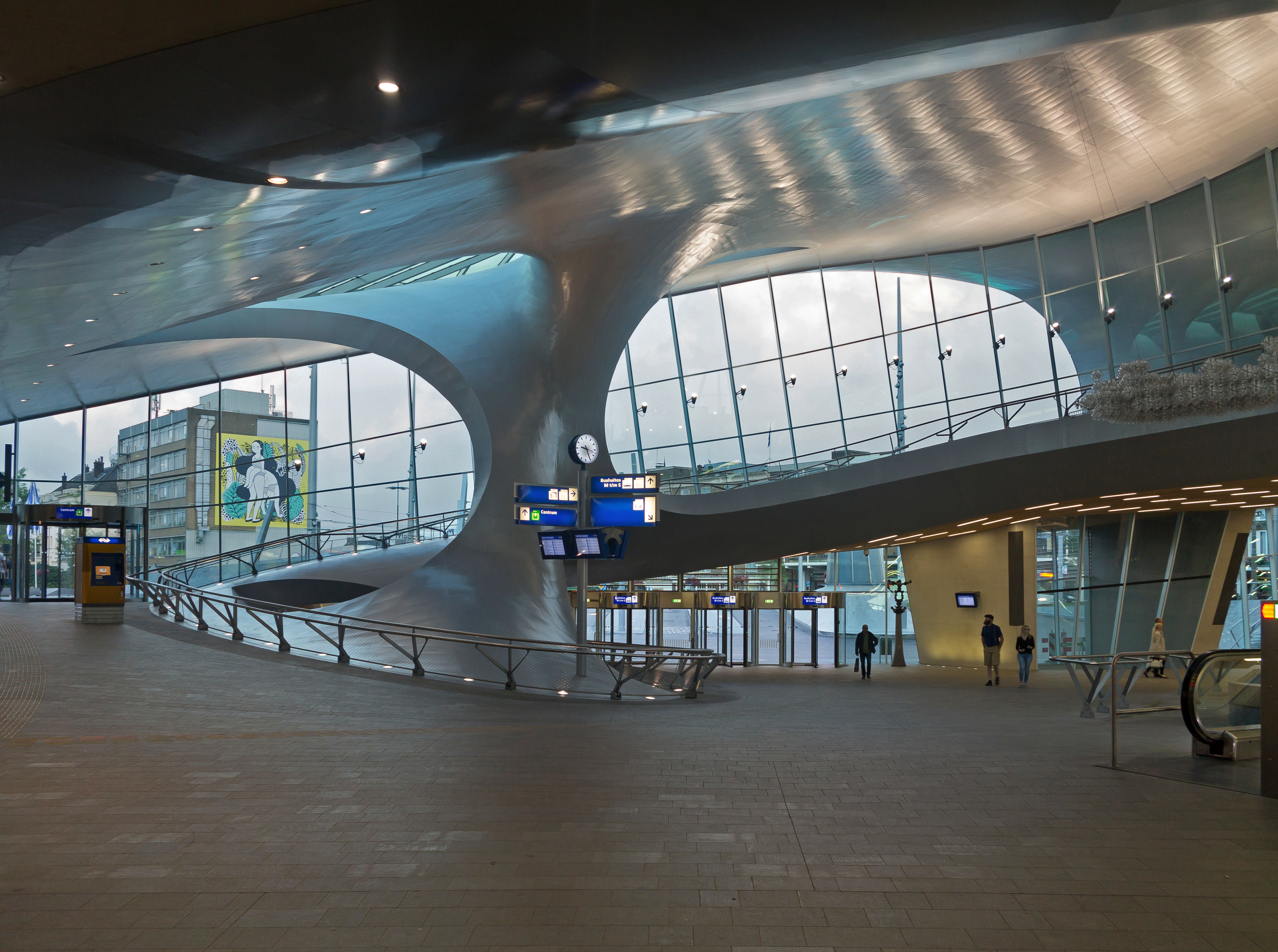
Ga đường sắt Arnhem Centraal

### Thuở sơ khai
Những di tích khảo cổ lâu đời nhất về sự hiện diện của con người ở Arnhem là hai hòn đá lửa có niên đại khoảng 70,000 năm về trước. Những hòn đá này có từ thời kỳ đồ đá, khi người Neanderthal sống tại khu vực này ở châu Âu. Ở Schuytgraaf, những tàn tích của một trại săn bán có từ khoảng 5000 năm trước Công Nguyên đã được khám phá. Tại Schaarsbergen, mười hai nấm mồ đá được tìm thấy có niên đại từ 2400 năm trước công nguyên, đánh dấu sự kiện gọi là Cách mạng Neolithic tại vùng Arnhem, cho ra đời những nông dân đầu tiên.
Những khu định cư sớm nhất ở Arnhem có từ năm 1500 Trước Công Nguyên, với những dấu tích phát hiện tại Hoogkamp, nơi Van Goyenstraat hiện đang nằm tại vị trí này. Ở khu nội đô, quanh Sint-Jansbeek, các dấu tích khu định cư đã được tìm thấy có niên đại khoảng 700 năm trước công nguyên, trong khi những dấu tích phía nam Rhine có niên đại 500 năm trước công nguyên, tại Schuytgraaf.
Mặc dầu những dấu tích những khu định cư đầu tiên không cho thấy những cư dân Arnhem không có nguồn gốc từ những khu rừng ở vùng núi, Arnhem đã không được xây dựng trên bờ của sông Rhine, mà được xây dựng tại khu vực cao hơn ở Sint-Jansbeek. Arnhem nổi lên nhưng là một địa điểm trên đường nối giữa Nijmegen và Utrecht/Zutphen. Bảy dòng nước cung cấp cho thành phố ngườn nước, và chỉ khi dòng sông Rhine đổi hướng vào năm 1530, thành phố mới được tái vị trí trên bờ sông.

### Thời kỳ Trung cổ
Arnhem được đề cập đầu tiên vào năm 893 với cái tên Arneym hay Arentheym. Năm 1233, Bá tước Otto II của Guelders từ Zutphen, đã ban tước quyền thành đô cho Arnhem, vốn thuộc về abbey of Prüm, đặt thủ phủ và củng cố thành lũy tại đây. Arnhem tham gia vào Liên minh Hanseatic vào năm 1443. Năm 1473, thành phố bị Charles I xứ Bourgogne chiếm đóng.

### Thế kỷ 16 và 17
Năm 1514, Charles xứ Egmond, Công tước Guelders, chiếm nơi này từ tay Burgundy; năm 1543, thành phố rơi vào tay hoàng đế Karl V. Với vị trí là thủ phủ của "Kwartier van Veluwe" thành phố gia nhập Liên minh Utrecht trong Chiến tranh tám mươi năm vào năm 1579. Sau trận bao vây IJsseloord thực hiện bởi lính Hà Lan và Anh vào năm 1585 thành phố trở thành một phần của Cộng Hòa Hà Lan.
Người Pháp chiếm thành phố trong khoảng thời gian 1672–74.

### Thế kỷ 18 và 19
Từ năm 1795 đến 1813, thành phố bị chiếm bởi người Pháp, bởi cả lực lượng cách mạng và bảo hoàng.
Vào đầu thế kỷ 19, các thành lũy trước đây gần như bị hư hỏng, nhờ đó thành phố có khoảng không gian mở rộng ra ngoài. Sabelspoort (Sabresgate) là tàn tích duy nhất còn sót lại của tường thành cũ.
Vào thế kỷ 19, Arnhem là khu nghỉ mát quý phái với vẻ ngoài như tranh vẻ. Nơi này được biết đến với cái tên "het Haagje van het oosten" (Tiểu Hague phương Đông), chủ yếu vì vô số nhà trồng mía đường đến Indies đến sinh sống ở đây, như họ đã làm điều tương tự ở The Hague. Vẻ đẹp của thành phố vẫn tồn tại đến ngày nay nhờ và các khu công viên và khoảng không gian xanh. Việc đô thị ở vùng phía bắc cao của thành phố là điều thường thấy ở Hà Lan.

### Trận Arnhem
Trong Thế chiến II (1939–1945), và trong Chiến dịch Market Garden (tháng 9 năm 1944), Sư đoàn 1 Không kỵ (United Kingdom), dưới sự chỉ huy của Thiếu tướng Roy Urquhart, và Tiểu đoàn 1 Dù Độc lập Ba Lan được giao nhiệm vụ bảo toàn cây cầu tại Arnhem. Các đơn vị Glider infantry và lính dù đáp xuống khu vực vào ngày 17 tháng 9 và thời gian sau đó. Nơi thả các đơn vị này năm khá xa cây cầu và khiến cho họ không đến được mục tiêu. Một phần nhỏ của đơn vị Không kỵ 1 Anh, Tiểu đoàn Dù 2 dưới quyền Lieutenant Colonel John D. Frost, đã xoay xở đến tiến gần đến cây cầu, nhưng không thể làm chủ được cả hai phía cây cầu. Lính Anh vấp phải sự kháng cự quyết liệt từ Sư đoàn 9 SS Panzer Hohenstaufen và Sư đoàn 10 SS Panzer Frundsberg của Đức đóng trong và quanh thành phố.
Cuối cùng, các lực lượng Anh tại cầu hết đạn dược và bị bắt vào ngày 21 tháng 9, và các lực lượng còn lại phải tổng rút lui vào ngày 26 tháng 9. Những sự kiện này đã được chuyển thể thành bộ phim 1977 A Bridge Too Far. (Cảnh cây cầu không được quay ở Deventer, và một cây cầu tượng tự ở IJssel được quay, vì lý do khu vực quanh cầu Arnhem đã thay đổi nhanh chóng sau thời kỳ Thế chiến II). Để tưởng nhớ sự kiện này, cây cầu xây sau này được đổi tên 'Cầu John Frost' vốn là chỉ huy của đơn vị lính dù. Ngày tưởng niệm chính thức là 17 tháng 9.
Cây cầu hiện tại là cây cầu thứ ba được xây dựng trên cùng một vị trí của những cây cầu cũ. Lục quân Hà Lan đã phá hủy cây cầu đầu tiên khi German Army xâm chiếm Hà Lan vào năm 1940. Cây cầu thứ hai bị phá huy bởi United States Army Air Forces một thời gian ngăn sau trận đánh 1944.

### Giải phóng
Trận đánh thứ hai tại Arnhem diễn ra vào tháng 4 năm 1945 khi thành phố được Sư đoàn 49 Bộ binh (West Riding) Anh quốc tiến vào dưới quyền Quân đoàn Canada thứ nhất.
Ngay phía ngoài Arnhem, ở thị trấn Oosterbeek Commonwealth War Graves Commission đã xây dựng Nghĩa tranh chiến tranh Arnhem Oosterbeek chôn cất nhiều binh sĩ trong sự kiện nhảy dù tháng 9, và nhiều binh sĩ hi sinh khi chiến đấu trong khu vực.

## Địa lý

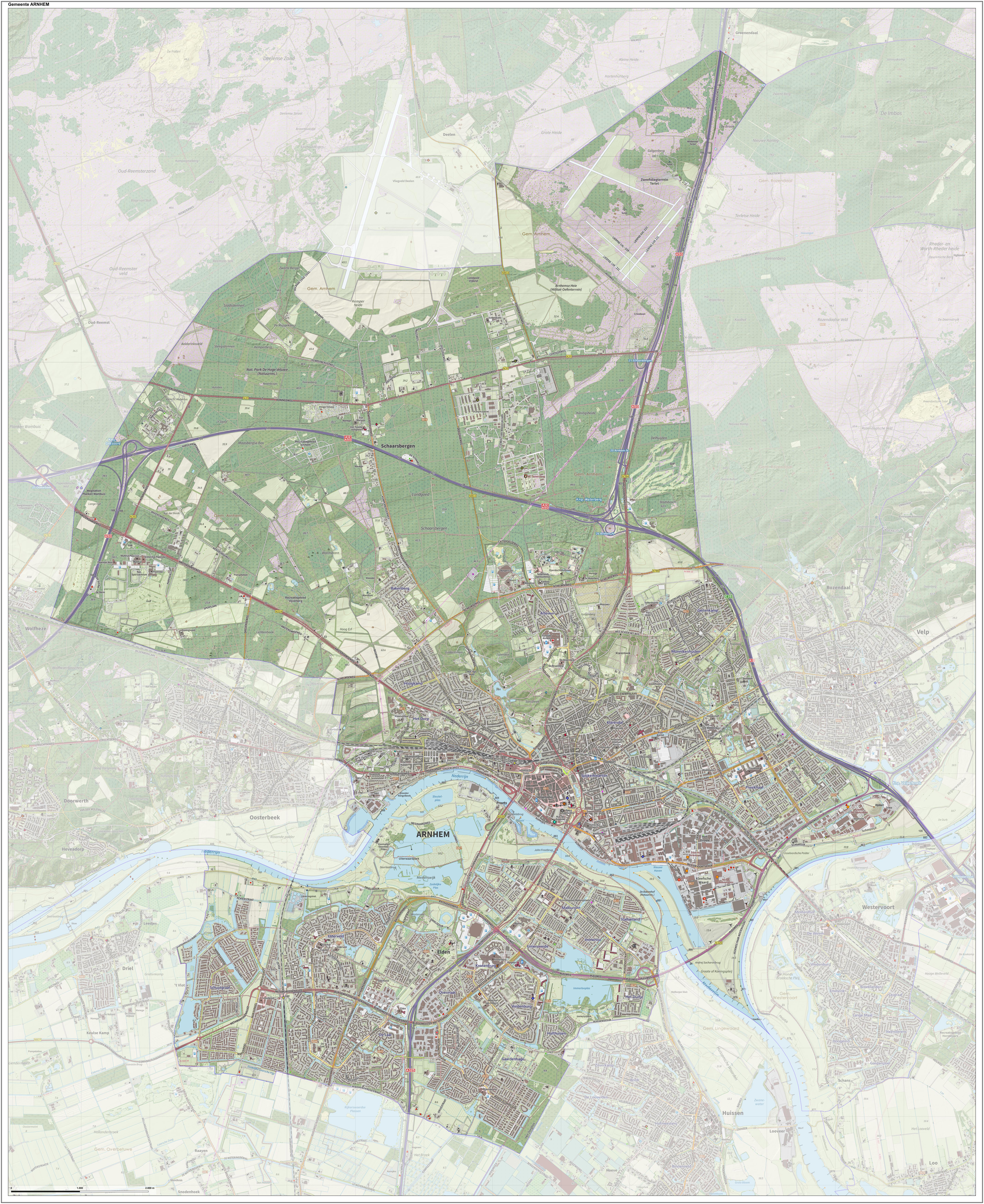
Topographic map of Arnhem, September 2014

### Các khu vực lân cận
Khu vực đô thị Arnhem bao gồm thành phố Arnhem và khụ vực ngoại ô và các ngôi làng trước đây:
- Elden, Netherlands (trước kia là ngôi làng, hiện tại là khu vực ngoại ô Arnhem)
- Schaarsbergen

Arnhem có ba quận (stadsdelen) và 24 khu vực ngoại ô (wijken). Mỗi khu vực ngoại ông có một con số tương ứng với Mã bưu điện.
1. Arnhem Centrum (Binnenstad)
2. Arnhem-North (Spijkerkwartier, Arnhemse Broek, Presikhaaf-West, Presikhaaf-East, St. Marten/Sonsbeek-Zuid, Klarendal, Velperweg, Alteveer en Cranevelt, Geitenkamp, Monnikenhuizen, Burgemeesterswijk/Hoogkamp, Heijenoord/Lombok, Klingelbeek)
3. Arnhem-South (Malburgen-West, Malburgen-East (North), Malburgen-East (South), De Laar, Vredenburg/Kronenburg, Elderveld, Rijkerswoerd, Schuytgraaf)

### Các ngôi làng lân cận
Các ngôi làng trực thuộc nằm kế cận đô thị Arnhem, nghĩa là cư dân ở nơi này cũng được tính có nguồn gốc từ Arnhem.
- Velp
- Oosterbeek
- Driel
- Elst
- Huissen
- Wolfheze
- Rozendaal
- Westervoort

### Khí hậu
Arnhem mang đặc điểm khí hậu (Cfb, khí hậu đại dương) tương tự các vùng khác của Hà Lan, tuy nhiên, do vị trí ở chân vùng núi Veluwe, khu rừng lớn nhất ở Hà Lan, giúp nơi này có nhiều sự khác biệt khí hậu trong năm.
| Dữ liệu khí hậu của Arnhem, Netherlands                                                                                                   | Dữ liệu khí hậu của Arnhem, Netherlands | Dữ liệu khí hậu của Arnhem, Netherlands | Dữ liệu khí hậu của Arnhem, Netherlands | Dữ liệu khí hậu của Arnhem, Netherlands | Dữ liệu khí hậu của Arnhem, Netherlands | Dữ liệu khí hậu của Arnhem, Netherlands | Dữ liệu khí hậu của Arnhem, Netherlands | Dữ liệu khí hậu của Arnhem, Netherlands | Dữ liệu khí hậu của Arnhem, Netherlands | Dữ liệu khí hậu của Arnhem, Netherlands | Dữ liệu khí hậu của Arnhem, Netherlands | Dữ liệu khí hậu của Arnhem, Netherlands | Dữ liệu khí hậu của Arnhem, Netherlands |
| Tháng | 1                                       | 2                                       | 3                                       | 4                                       | 5                                       | 6                                       | 7                                       | 8                                       | 9                                       | 10                                      | 11                                      | 12                                      | Năm                                     |
| --- | --------------------------------------- | --------------------------------------- | --------------------------------------- | --------------------------------------- | --------------------------------------- | --------------------------------------- | --------------------------------------- | --------------------------------------- | --------------------------------------- | --------------------------------------- | --------------------------------------- | --------------------------------------- | --------------------------------------- |
| Cao kỉ lục °C (°F) | 14.5 (58.1)                             | 17.0 (62.6)                             | 24.6 (76.3)                             | 29.4 (84.9)                             | 31.6 (88.9)                             | 33.9 (93.0)                             | 36.3 (97.3)                             | 37.2 (99.0)                             | 32.7 (90.9)                             | 26.4 (79.5)                             | 18.5 (65.3)                             | 15.2 (59.4)                             | 37.2 (99.0)                             |
| Trung bình ngày tối đa °C (°F) | 5.0 (41.0)                              | 5.9 (42.6)                              | 9.7 (49.5)                              | 14.0 (57.2)                             | 18.1 (64.6)                             | 20.5 (68.9)                             | 22.9 (73.2)                             | 22.5 (72.5)                             | 18.9 (66.0)                             | 14.2 (57.6)                             | 9.0 (48.2)                              | 5.4 (41.7)                              | 13.8 (56.8)                             |
| Trung bình ngày °C (°F) | 2.4 (36.3)                              | 2.7 (36.9)                              | 5.6 (42.1)                              | 8.9 (48.0)                              | 13.0 (55.4)                             | 15.5 (59.9)                             | 17.8 (64.0)                             | 17.3 (63.1)                             | 14.2 (57.6)                             | 10.3 (50.5)                             | 6.1 (43.0)                              | 3.0 (37.4)                              | 9.7 (49.5)                              |
| Tối thiểu trung bình ngày °C (°F) | −0.4 (31.3)                             | −0.5 (31.1)                             | 1.6 (34.9)                              | 3.6 (38.5)                              | 7.5 (45.5)                              | 10.0 (50.0)                             | 12.4 (54.3)                             | 12.0 (53.6)                             | 9.7 (49.5)                              | 6.5 (43.7)                              | 3.1 (37.6)                              | 0.3 (32.5)                              | 5.5 (41.9)                              |
| Thấp kỉ lục °C (°F) | −24.2 (−11.6)                           | −23.2 (−9.8)                            | −17.0 (1.4)                             | −9.4 (15.1)                             | −4.5 (23.9)                             | −0.9 (30.4)                             | 2.0 (35.6)                              | 2.4 (36.3)                              | −0.9 (30.4)                             | −6.5 (20.3)                             | −9.9 (14.2)                             | −18.4 (−1.1)                            | −24.2 (−11.6)                           |
| Lượng Giáng thủy trung bình mm (inches)                                                                                                   | 88.8 (3.50)                             | 65.3 (2.57)                             | 81.6 (3.21)                             | 50.5 (1.99)                             | 69.3 (2.73)                             | 73.3 (2.89)                             | 80.3 (3.16)                             | 73.8 (2.91)                             | 78.8 (3.10)                             | 82.7 (3.26)                             | 90.7 (3.57)                             | 93.1 (3.67)                             | 928.2 (36.54)                           |
| Số giờ nắng trung bình tháng | 56.9                                    | 81.7                                    | 115.9                                   | 166.3                                   | 196.7                                   | 181.9                                   | 193.8                                   | 178.1                                   | 134.3                                   | 110.1                                   | 60.8                                    | 45.7                                    | 1.522,2                                 |
| Nguồn: knmi.nl (Klimaatatlas van Nederland, normaalperiode 1981–2010, http://www.klimaatatlas.nl/tabel/stationsdata/klimtab_8110_275.pdf) |                                         |                                         |                                         |                                         |                                         |                                         |                                         |                                         |                                         |                                         |                                         |                                         |                                         |

## Các thắng cảnh
Grote Kerk (St. Eusebius), được xây trong khoảng thời gian 1452–1560, bị mất phần lớn cấu trúc tháp chuông trong Thế chiến II, và sau đó đã được phục hồi với thiết kế hiện đại để tái mở cửa vào năm 1964. Chính thức thì tháp chuông thuộc về thành phố mà không thuộc về nhà thờ.
Ngôi nhà Maarten van Rossum, một vị tướng phụng sự Công tước Charles van Gelre, đã trở thành tòa nhà thị chính kể từ năm 1830: Các satyr và họa tiết Phục Hưng làm nên tên tuổi tòa nhà với biệt danh Duivelshuis ("nhà của quỷ").
Bảo tàng Không gian mở Hà Lan nằm ở ngoại ô thành phố. Các vật trưng bày bao gồm nhà, nông trại và cối xay gió đến từ nhiều vùng khác nhau của Hà Lan. Hai cuối xay gió có sẵn của Arnhem bao gồm De Hoop và De Kroon.
Vườn thú Royal Burgers ở Arnhem là một trong những vườn thú lớn nhất và được tham quan nhiều nhất ở Hà Lan, có những tiểu cảnh thiết kế đặc trưng như lối đi dưới nước, sa mạc, rừng ngập mặn, và rừng mưa.
GelreDome là sân nhà của đội bóng Vitesse Arnhem. Đây là đội bóng đại diện của thành phố tại giải bóng đá Eredivisie quốc gia Hà Lan. Sân này có cấu trúc mái che có thể gấp vào và sân cỏ dạng trượt. Các cấu trúc này tương tự như sân bóng Veltins-Arena ở Gelsenkirchen, Đức, và University of Phoenix Stadium ở Glendale, Arizona, Hoa Kỳ, giống một phần sân Sapporo Dome ở Nhật Bản (vốn có sân cỏ trượt nhưng mái vòm cố định).
KEMA Toren (trước đây có tên là SEP Control Tower) là cấu trúc cao nhất thành phố. Đây là tháp truyền hình cao 140-m.

### Công viên
|  |  |  |  |

### Các bảo tàng ở Arnhem
|  |  |  |  |

### Các tòa nhà và địa điểm
|  |  |  |  |

## Các ngày lễ

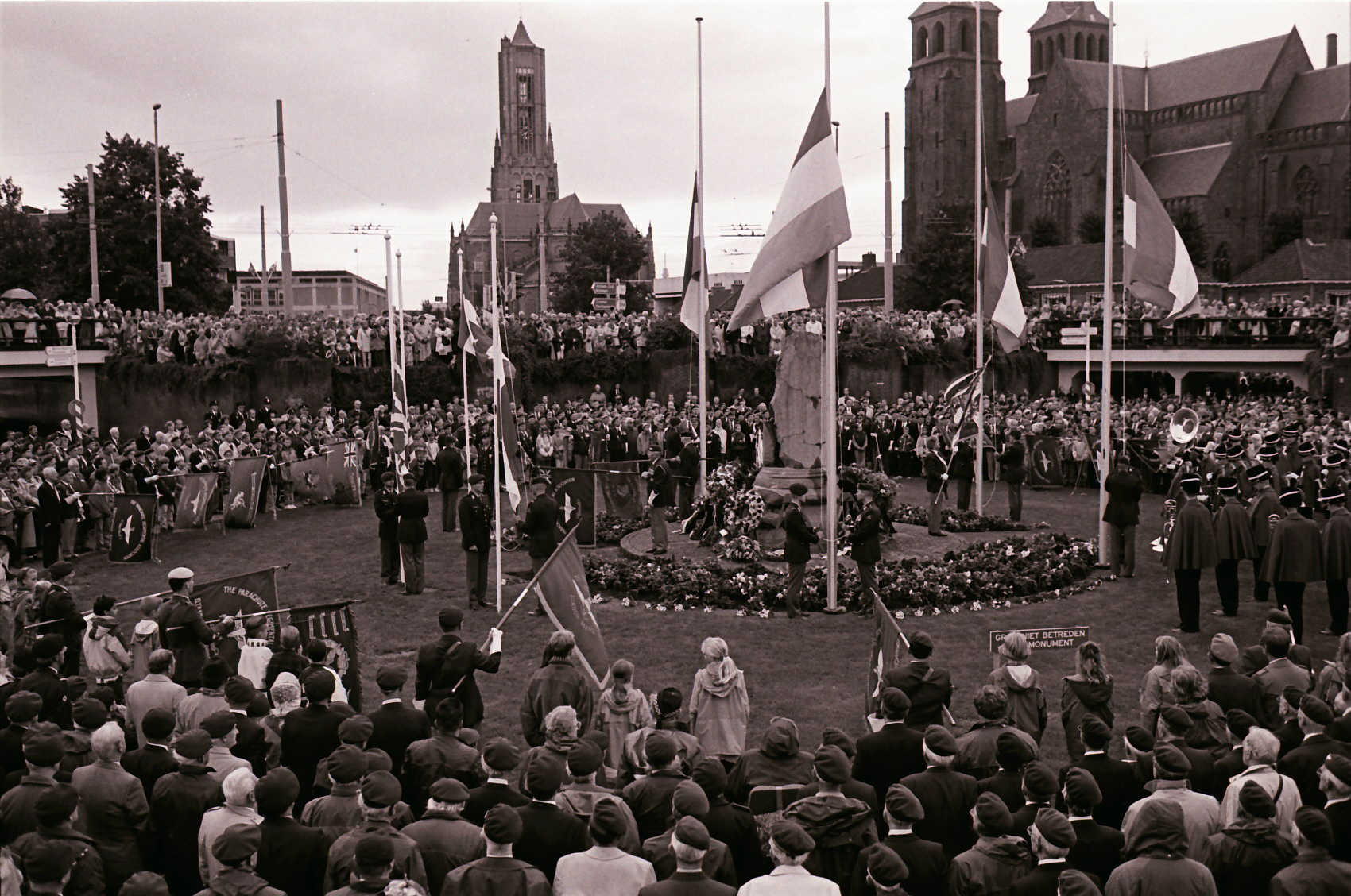
Airborne Commemoration (1994)

- Airborne Commemoration (17-26 tháng 9)
- World Statues Festival (Giải vô địch thế giới Living Statues)
- Sonsbeek Theater Avenue
- Free Your Mind Festival
- Dancetour
- 8Bahn
- De Rabo Bridge to Bridge (Marathon)
- UITboulevard (Lễ hội Văn hóa)
- Sprookjesfestival (Lễ hội Truyện cổ tích)
- Ngày Đức vua
- Sinterklaas

## Thể thao

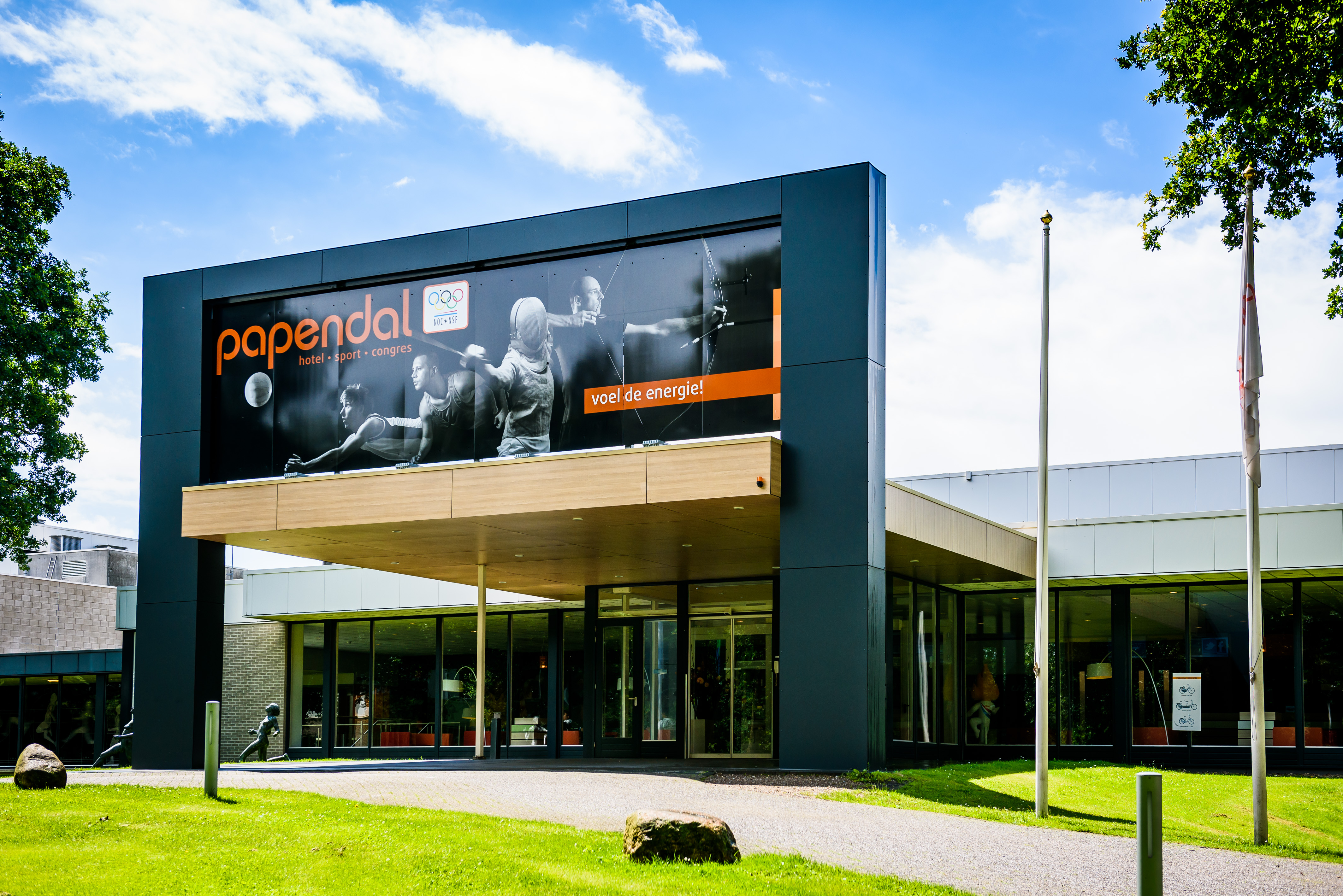
National Sports Centre Papendal

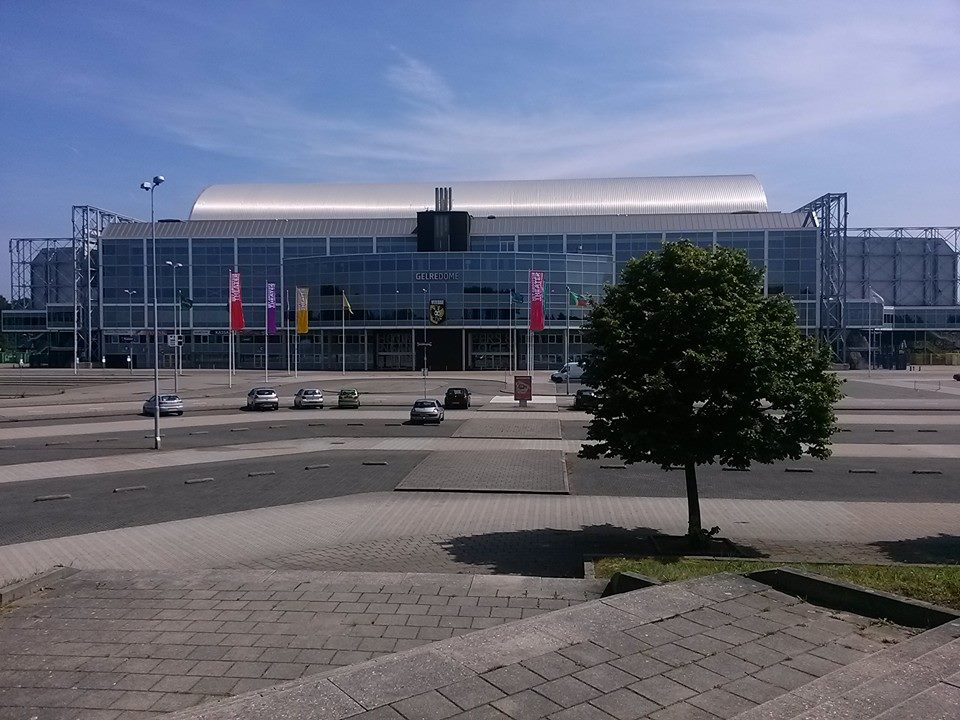
GelreDome Stadium

National Sports Centre Papendal là trung tâm phát triển thể thao quốc gia của Hà Lan, nằm ở Arnhem. Sự kiện đầu tiên được tổ chức tại Papendal là 1980 Summer Paralympics, từ ngày 21 tháng 6 đến 5 tháng 7. Tuy nhiên, khu vực này chính thức được chấp nhận và phát triển từ năm 1993, sau sự sáp nhập của hai cơ quan Hội đồng Olympic Quốc gia Hà Lan (NOC) và Nederlandse Sport Federatie (NSF). NOC*NSF có 90 tổ chức thể thao hoạt động, đại diện cho 2700 vận động viên. Papendal đồng thời là địa điểm huấn luyện của câu lạc bộ bóng đá Vitesse Arnhem, và hệ thống đội trẻ của họ. Các cơ sở phụ trợ bao gồm một trung tâm hội nghị và khách sạn.
Để chuẩn bị cho 2012 Summer Olympics, vào năm 2011, nơi này đã cho xây dựng bản sao đề xuất trường đua BMX racing tại đại lộ London Velopark. Đường đua này sẽ tổ chức sự kiện thứ hai tại giải 2011 UCI BMX World Championships, vào ngày 27/28 tháng 5 năm 2011.
Kể từ tháng 1 năm 2013 Sports Centre Papendal chính thức tách ra từ NOC * NSF và có tổ chức riêng. Việc này giúp cho Sports Centre Papendal thu được nhiều dịch vụ thương mại. Trong đó, họ tổ chức nhiều sự kiện thể thao, thể dục, chạy xe đạp và nhiều môn khác.
Các sự kiện thể thao chính của thành phố là của câu lạc bộ bóng đá Vitesse Arnhem và sân nhà GelreDome được xây phục vụ cho UEFA Euro 2000. Câu lạc bộ này đang thi đấu thành công ở giải Eredivisie và có mặt ở sân chơi UEFA Cup. Thành tích tốt nhất của họ ở Eredivisie là vị trí thứ 3 ở mùa bóng 1997–98. Câu lạc bộ vô địch KNVB Cup mùa bóng 2016–17.
Introdans là một công ty múa đặt trụ sở tại Arnhem. Năm 2009 Bộ trưởng Giáo dục, Văn hóa, và Khoa học chỉ định Introdans là một phần của cơ sở hạ tầng thể thao quốc gia. Năm 2016 diễn ra Giro d'Italia tại Arnhem.

## Giao thông

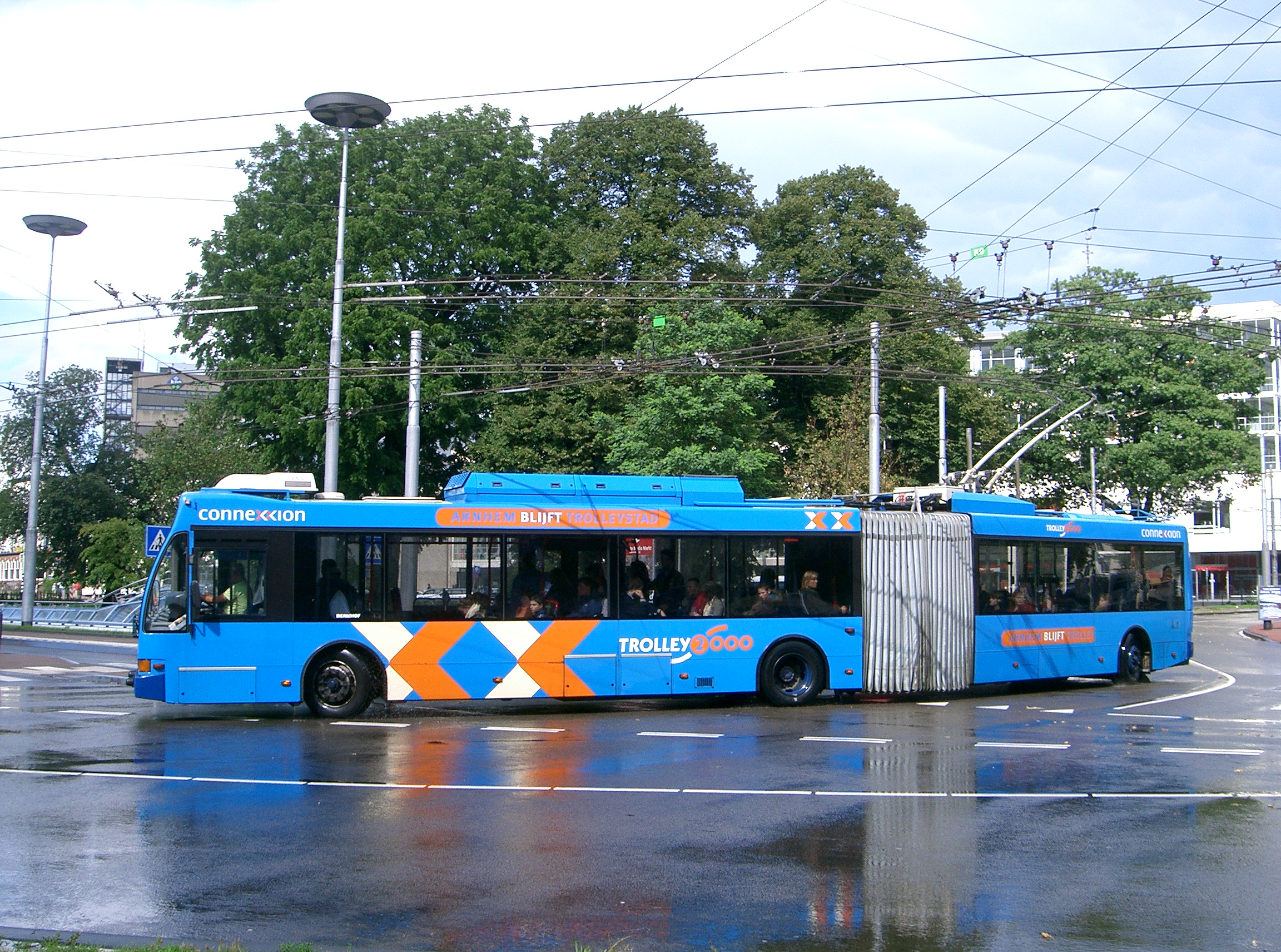
Trolleybus ở Arnhem

Arnhem có một trạm xe lửa vào năm 1845 – Arnhem Centraal railway station, trung chuyển trên tuyến ICE đến Düsseldorf và sau là đến Frankfurt. Hiện nay, đã có những chuyến tàu NS Hispeed đi đến những thành phố ngoại quốc ở nhà như Moskva. Trạm này giúp thành phố kết nối trực tiếp với Utrecht, Nijmegen, và Zutphen. Đây cũng là nơi bắt đầu các tuyến tàu điện ở địa phương. Ngoài ra Arnhem có ba nhà ga khác, bao gồm Arnhem Velperpoort (từ năm 1953), Arnhem Presikhaaf (từ năm 1969), và Arnhem Zuid (từ năm 2005).
KLM Royal Dutch Airlines có tuyến xe bus chuyên chở từ Sân bay Schiphol đến trạm xe điện tại đây phục vụ cho các hành khác của KLM.
Arnhem là nơi duy nhất ở Hà Lan có hệ thống trolleybus.

## Cư dân nổi tiếng
Xem thêm Người Arnhem

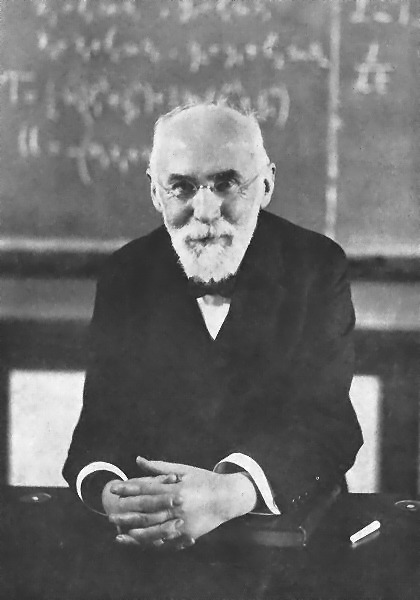
Hendrik Antoon Lorentz

Những người nổi tiếng sinh ra tại Arnhem:
- Herman Koch (1953), nhà văn và diễn viên
- Hendrik Lorentz (1853–1928), nhà vật lý học đoạt Giải Nobel
- Leo Peelen (1968–2017), track cyclist
- Estavana Polman (1992), handballer
- Mart Smeets (1947), radio and television personality, writer, and columnist
- Joran van der Sloot (1987), convicted murderer
- Linda Wagenmakers (1975), ca sĩ và diễn viên truyền thanh
- Marion Bloem (1952), nhà văn và nhà viết kịch bản phim
- Hetty Blok (1920–2012), nghệ sĩ cabaret, ca sĩ và diễn viên
- Edmond Classen (1938–2014), diễn viên
- Ien Dales (1931–1994), chính khách đảng Lao động (PvdA)
- Esmée Denters (1988), ca sĩ và YouTube celebrity
- Kenny van Hummel (1982), vận động viên đua xe đạp
- Jan van Hooff (1936), nhà sinh học
- Rudolf Jansen (1940), nghệ sĩ dương cầm
- Antonie Kamerling (1966–2010), television and film actor, and musician
- Blaudzun (1974), singer-songwriter
- Rik Toonen (1954), water polo player, winner of Olympic bronze in 1976
- Goos Meeuwsen (1982), nghệ sĩ xiếc
- Truus van Aalten (1910–1999), diễn viên

## Các sự kiện liên quan
- Arnhem là tên một bản hành khúc soạn bởi A.E. Kelly.
- Arnhem Land là một nơi ở Australia được đặt bởi VOC-ship Arnhem.
- Theirs is the Glory (a.k.a. Men of Arnhem), is a 1946 British war film about the British 1st Airborne Division's involvement in the Battle of Arnhem (17 September to 25 September 1944) during Operation Market Garden in the Second World War. A Bridge Too Far tells the story of the failure of Operation Market Garden in Arnhem.

## Quan hệ quốc tế

### Thành phố – Thị trấn kết nghĩa
Arnhem kết nghĩa với cách thành phố sau:
| - Airdrie, North Lanarkshire, Scotland, UK - Coventry, West Midlands, nước Anh, UK - Croydon, Greater London, nước Anh, UK - Gera, Thuringia, Đức | - Hradec Králové, Hradec Králové, Cộng hòa Czech - Kimberley, Northern Cape, Nam Phi - Villa El Salvador, Lima Region, Peru - Vũ Hán, Hồ Bắc, Trung Quốc |